# Parroquia de Iberia
La parroquia de Iberia (en inglés, Iberia Parish) es una subdivisión administrativa (equivalente a un condado) del estado de Luisiana, Estados Unidos. Según el censo de 2020, tiene una población de 69 929 habitantes.
La sede de la parroquia es New Iberia.

## Geografía
Según la Oficina del Censo, la parroquia tiene un área total de 2670 km², de la cual 1490 km² son tierra y 1180 km² son agua.

### Parroquias adyacentes
- Parroquia de St. Martin - norte y sur
- Parroquia de Iberville - noreste
- Parroquia de Assumption - este
- Parroquia de St. Mary - sureste
- Parroquia de Vermilion - oeste
- Parroquia de Lafayette - noroeste

## Carreteras
- U.S. Highway 90
- Carretera Estatal de Luisiana 14
- Carretera Estatal de Luisiana 31

## Demografía
En el 2000, los ingresos promedio de los hogares eran de $31 204 y los ingresos promedio de las familias eran de $36 017. Los hombres tenían un ingreso per cápita de $32 399 versus $18 174 para las mujeres. Los ingresos per cápita eran de $14 145. Alrededor del 23,60% de la población estaba bajo el umbral de pobreza nacional.
De acuerdo con la estimación 2016-2020 de la Oficina del Censo, los ingresos promedio de los hogares son de $50 602 y los ingresos promedio de las familias son de $55 630. Los ingresos per cápita son de $25 580.  Alrededor del 22,3 % de la población está bajo el umbral de pobreza nacional.
| Raza                   | Núm.   | Porc.  |
| ---------------------- | ------ | ------ |
| Blancos                | 39 206 | 56,07% |
| Afroamericanos         | 23 162 | 33,12% |
| Amerindios             | 307    | 0,44%  |
| Asiáticos              | 1943   | 2,78%  |
| Isleños del Pacífico   | 320    | 0,004% |
| Otras razas            | 1586   | 2,27%  |
| De una mezcla de razas | 3722   | 5,32%  |

Del total de la población, el 5,57% son hispanos o latinos de cualquier raza.

## Comunidades
| - Delcambre (parcialmente en otra parroquia) - Jeanerette | - Loreauville - Lydia | - Nueva Iberia |